# Pi1 d'Orió
Pi¹ d'Orió (π¹ Orionis) és un estel a la constel·lació d'Orió. Comparteix la denominació de Bayer π Orionis amb altres cinc estels, i és amb magnitud aparent +4,66, la menys brillant entre elles. Es troba a 121 anys llum de distància del Sistema Solar.
Pi¹ d'Orió és un estel blanc de la seqüència principal de tipus espectral A0V. La seva temperatura superficial és de 8.651 K —encara que altres autors assenyalen una temperatura 850 K més alta— i és 26 vegades més lluminós que el Sol. Igual que altres estels similars, Pi¹ Orionis rota molt de pressa; la seva velocitat de rotació és igual o superior a 120 km/s, 60 vegades major que la del Sol. El seu diàmetre és 2,7 vegades més gran que el del nostre estel.
Amb una massa de gairebé 3 masses solars, Pi¹ d'Orió sembla un jove estel de només 10 milions d'anys. Posseeix una metal·licitat molt baixa, suposant aquesta menys del 20% de la qual té el Sol. Exhibeix un excés en l'infraroig a 20 i 70 μm, suggerint la presència d'un disc circumestel·lar de pols a la seu al voltant; Vega (α Lyrae), Fomalhaut (α Piscis Austrini) i Denebola (β Leonis) són estels anàlegs que també s'hi troben envoltats per un disc de similars característiques.
Un estel de magnitud +12,7, visualment a 39 segons d'arc de Pi¹ d'Orió, pot estar físicament relacionada amb ella.